# Strezeni, Buzău
Strezeni este un sat în comuna Tisău din județul Buzău, Muntenia, România. Se află în depresiunea Nișcov, în vestul județului, în Subcarpații de Curbură.
Localitatea Strezeni era cunoscută odinioară sub denumirea de Valea Caprei.

## Așezare
Localitatea Stezeni este situată la extremitatea sud-vestica a comunei Tisău și, totodată, la granița dintre județele Buzău și Prahova. Strezeni se află în Subcarpații de Curbură, în cadrul Depresiunii Nișcov, pe malul stâng al pârâului Nișcov, la 35 km de Buzău.

## Etimologie
Localitatea Strezeni era cunoscută odinioară sub denumirea de "Strejeni", denumire preluată se pare de la străjerii Doamnei Neaga (nume de legendă în zonă). 
O altă istorioară legată de numele acestei localități se referă la existența haiducilor în această zonă (Terente - regele bălților). Astfel denumirea de "Strejeni" inițial, ca mai apoi să devină Strezeni, ar putea proveni de la numele "străjerului" care era pus de haiduci în bătrânul plop numit de localnici "plutaș" (căzut în prezent datorită vârstei și lipsei de atenție, atât din partea localnicilor, cât și din partea autorităților), aflat chiar în centrul localității (în fața școlii), cât ei se aflau la petrecerile pe care le dadeau în "prăvăliile" din apropiere.
strezeni (cehă) = păzit (română)
Strejeni, cătun, al com. Tisăul, jud. Buzău, cu 480 locuitori si 98 case. In vatra satului, pe malul stîng al izvorului Pietrosul, se afla o plută (plop), al căreia trunchiu, la mijloc, are o grosime de 9,67 m. pag. 478 din Marele Dicționar geografic al Romîniei, 1902.

## Istoric
În secolul al XIII-lea, în codrii din aceste părți încep să se stabilească călugări. Existența schitului de pe pârâul Căprița vine în susținerea celor descrise anterior. Acest schit a dispărut, nemaipăstrându-se urme, dar localnicii susțin faptul că acesta reprezintă prima așezare din zona localității. Se spune că în jurul acestui schit au început să se stabilească români din Transilvania, care cereau adăpost călugărilor, astfel formându-se un mic cătun numit Valea Caprei.
Pe aceste meleaguri își avea grădinile și livezile Doamna Neaga, fiica lui Vlaicu Tatrul, Clucerul din Cislău, și soția lui Mihnea Turcitul, domn al Țării Românești între anii 1577-1583, 1585-1591. Doamna Neaga era stăpână a comunelor Rușovăț, Cislău, Lapoș, Tisău, Grăjdana, Sărate, Valea Scheilor. Prin faptul că oamenii comunei Lapoș au dat numele ei la numeroase locuri (Biserica Doamnei Neaga, puțul Doamnei Neaga, Poiana Doamnei Neaga, zidul Doamnei Neaga) arata ca aceștia îi purtau respect vrând să păstreze vii amintirea si legenda sa. În anul 1591, soțul ei, Mihnea, trece de partea turcilor („se turcește”). Doamna Neaga nevrând să îl urmeze pe aceasta cale, știind să prețuiască posibilitățile sale și poziția sa, dedicându-se „facerii de bine” (având un caracter total opus soțului ei), se retrage în părțile Lapoșului (N.R.: Bradu-Cheia-Buda), aici simțindu-se în siguranță. Și legendele locale susțin că Doamna Neaga ar fi construit aici o cetate unde se retragea in caz de pericol (N.R.: trei cetăți; Bradu - în localitatea Haleș, Cheia - pe valea pârâului Tisău și Buda - aproape de Lapoș). Când amenințarea s-a ivit și în aceste locuri se spune că ar fi potcovit un cal așezându-i potcoavele invers pentru a-i deruta pe urmăritori, și astfel și-ar fi pierdut urma, având timp să găsească ajutor. Cele două fete ale Doamnei Neaga, Ileana si Cristina, pentru a-și salva onoarea și puritatea, în momente de disperare, după ce fugiseră împreună cu Doamna Neaga din București din cauza turcilor, în drumul lor către mănăstirea Buda (ctitoria lor de familie) s-au adăpostit la conacul lor din Lapoș, iar aici ajunse de urmăritori, s-au aruncat într-o fântână, sub ochii mamei lor. Acest puț se află în apropierea unor ruine ce poartă denumirea de „Zidul Doamnei Neaga”. Figura reprezentativa pentru istoria Romaniei, personalitate legendară pentru oamenii Laposului (N.R. întregii zone Tisău-Lapoș), Doamna Neaga avea să se stingă plină de durere și singurătate în 1623, după ce suferise marea pierdere a celor două fiice (Wikipedia pagina comunei Lapoș). 
Cu trecerea anilor, în secolul al XIX-lea, odată cu apariția industriei și pe teritoriul României, Strezeni a rămas un loc retras, aflat departe de civilizație. Pe aici trecea un important drum comercial, ce lega Brașovul de Buzău și mai departe de Galați. Astfel au început să se stabilească aici, in codrii din jur, hoții, aceștia organizându-se în cete, ce își avea locul de întâlnire la „Fântâna Hoților”, la nord de satul Strezeni. Locuitorii satului Strezeni îi pomenesc în povestirile lor sub numele de haiduci.